# Horní Bělá (přírodní památka)
Horní Bělá je přírodní památka v okrese Blansko mezi obcemi Šebetov a Kořenec. Přírodní památka leží v přírodním parku Řehořkovo Kořenecko. Důvodem ochrany je luční enkláva v údolní nivě Bělé se zachovalými břehovými porosty a výskytem mokřadních a rašelinných společenstev.
Přírodní památka plynule navazuje na přírodní rezervaci Pod Švancarkou, která se nachází výše po toku Bělé v katastru obce Horní Štěpánov v okrese Prostějov.

## Flóra
Z květeny se na území přírodní památky nachází pcháč potoční (Cirsium rivulare), upolín nejvyšší (Trollius altissimus), prstnatec májový (Dactylorhiza majalis), rdesno hadí kořen (Bistorta major), violka bahenní (Viola palustris), kuklík potoční (Geum rivale), kozlík dvoudomý (Valeriana dioica), jarmanka větší (Astrantia major) či svízel severní (Galium boreale).
Dříve byl v lokalitě zaznamenán výskyt rostlin jako je všivec lesní (Pedicularis sylvatica), rozrazil štítkovitý (Veronica scutellata) a starček potoční (Tephroseris crispa), ty však vymizely z důvodu neobhospodařování území po určitý čas.

## Geologie
Podloží tvoří fluvizemě, místy zbahnělé gleje.

## Historie
V jihovýchodní části přírodní památky se nachází samota Pilka, což původně byla vodní pila.
V lokalitě jsou patrné zbytky náhodů a mlýnského rybníka.

## Turistika
Oblast je turisticky velice zajímavá pro svůj „parkový“ vzhled. Na jihozápadě se hranice dotýká modrá turistická trasa Šebetov – Melkov – Boskovice.
Východní hranici tvoří vyasfaltovaná lesní cesta, po které prochází cyklistická trasa 5226, na kterou navazuje cyklistická trasa 505, které vede po silnici 3744.

## Fotogalerie

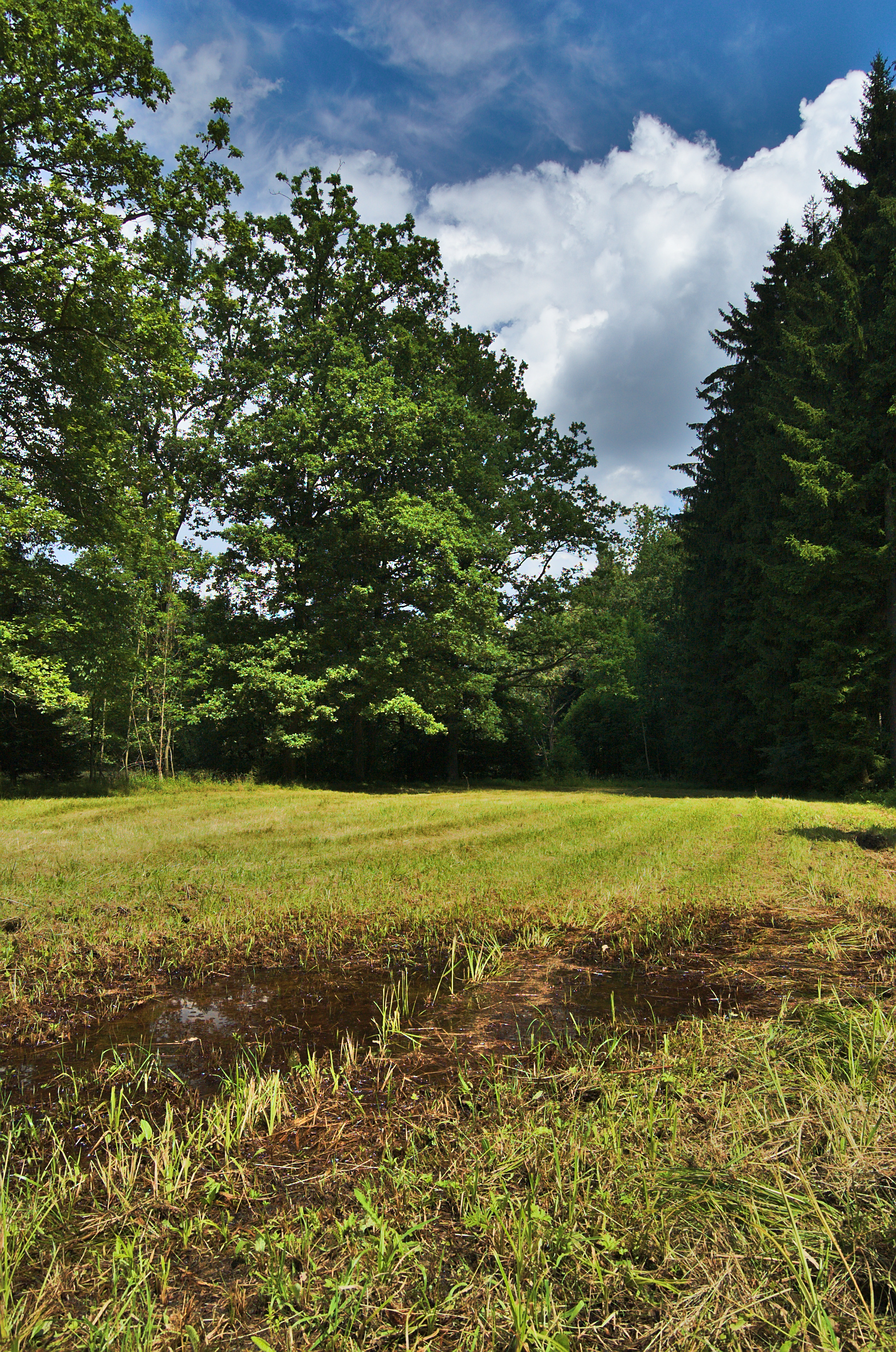
Přírodní památka Horní Bělá
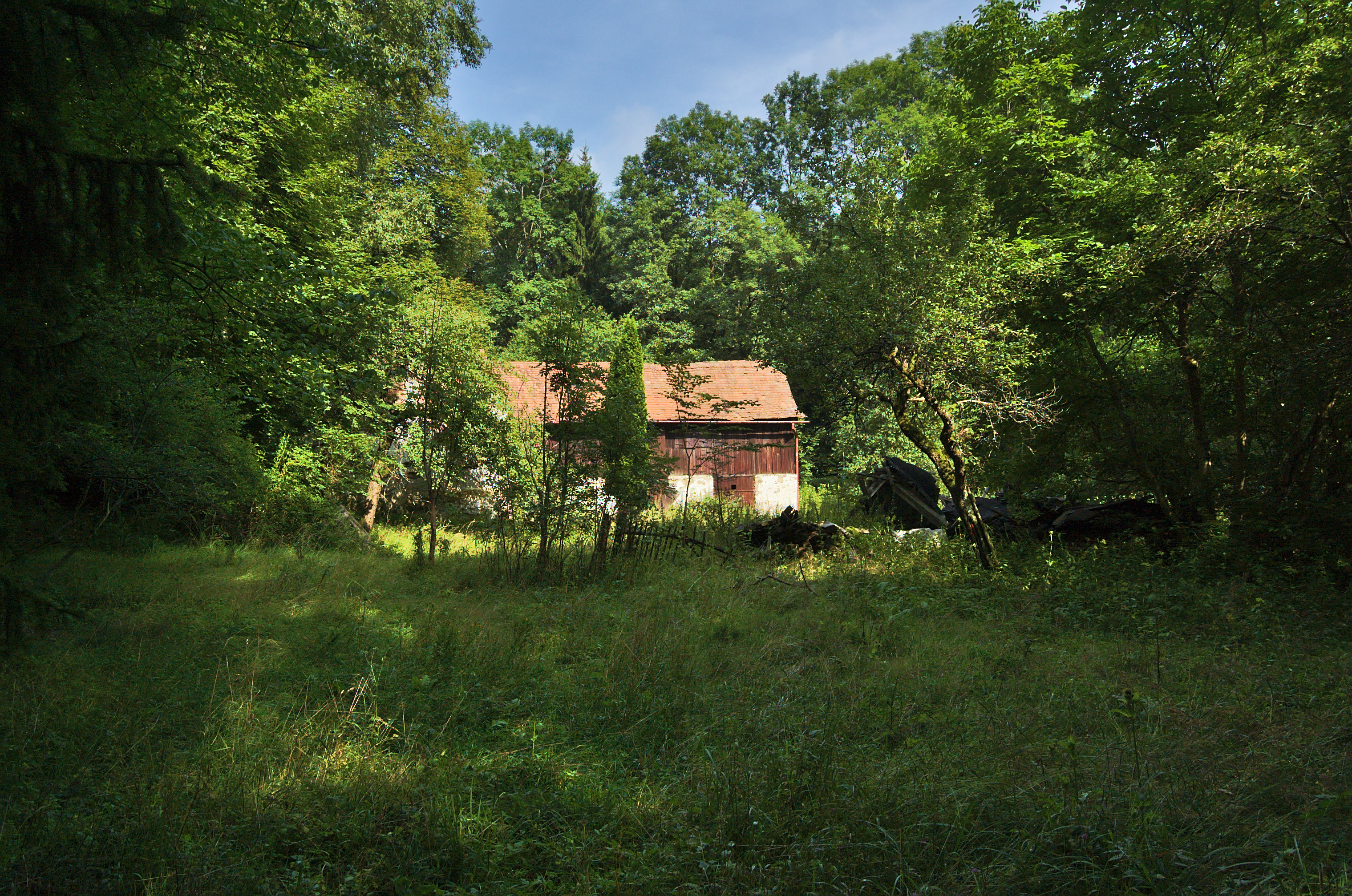
Samota Pilka - bývalá vodní pila
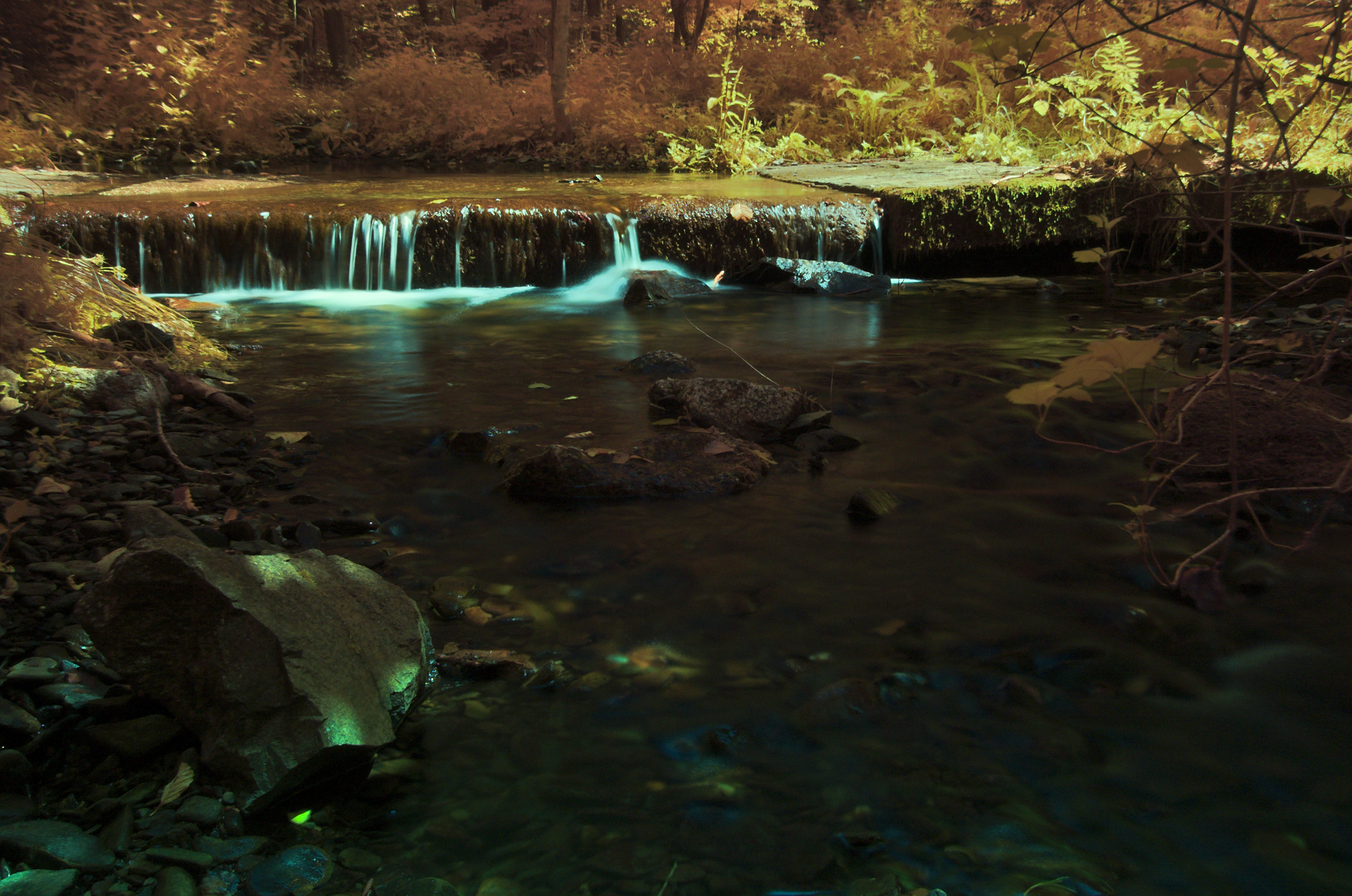
Bělá na rozhraní přírodních památek Horní Bělá a přírodní rezervace Pod Švancarkou
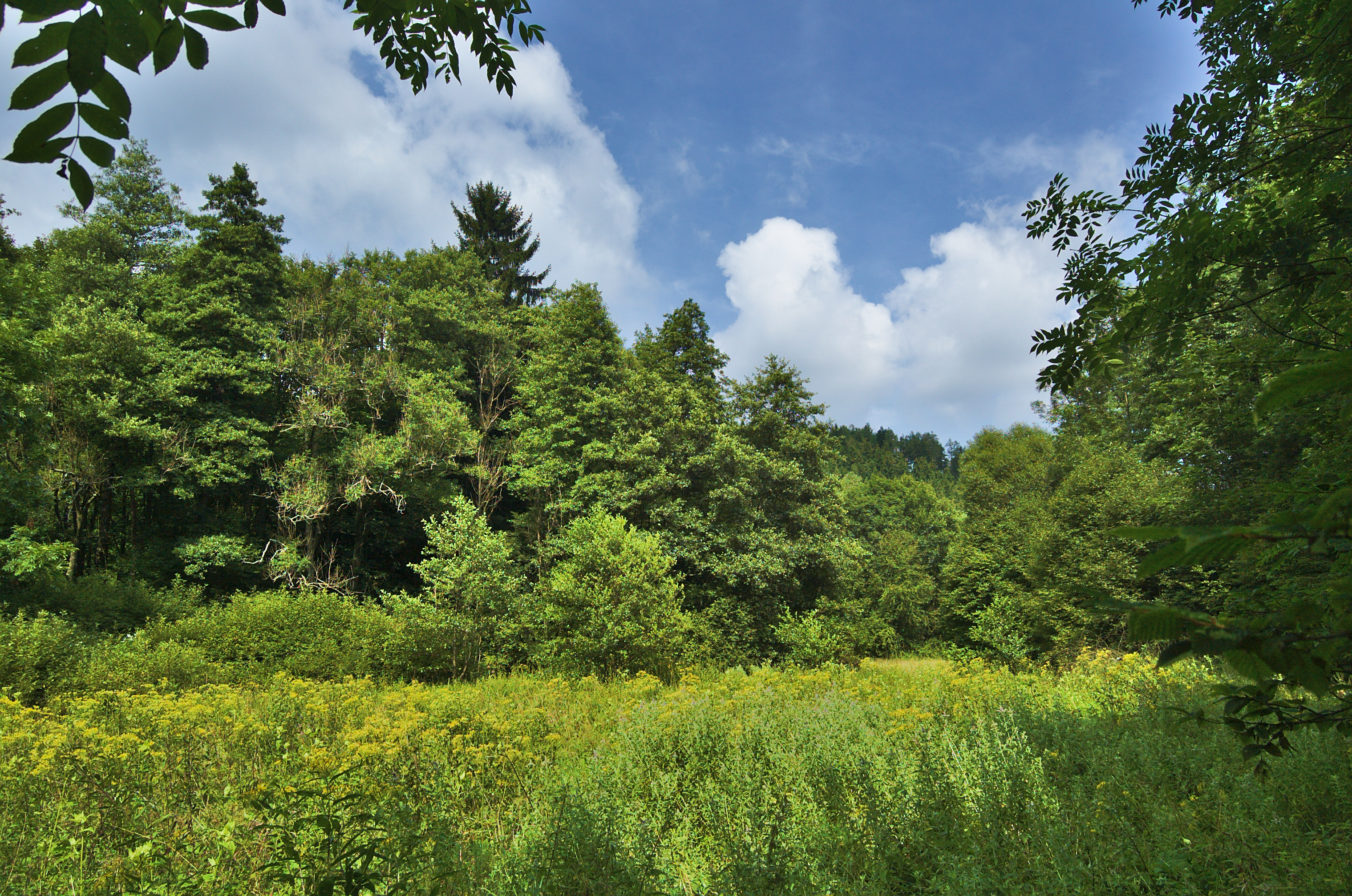
Rozhraní přírodní rezervace Pod Švancarkou a přírodní památky Horní Bělá